# 日根神社
日根神社（ひねじんじゃ）は、大阪府泉佐野市日根野にある神社。和泉国日根郡の式内社で、和泉国五宮。御旅所が同市長滝の熊野街道（紀州街道、和歌山貝塚線）沿いにある。

## 歴史
創建の時期は明らかではないが、社伝によると神倭伊波礼毘古命による東征の際、命が河内から大和に入る時に長髄彦と戦い、敗れた。その際に野原が広がる当地まで退却した命はここで「日」（天）の神である天照大御神と「根」（黄泉）の神である須佐之男命を祀った所、戦に勝って大和を平定した。それによりこの地を「日根野」と名付け、社名は日根神社とされたとする。
霊亀2年（716年）に制定された和泉五社のうちに数えられており、延喜式内社日根郡十座のうちに列せられていることから、1200年以上前であると考えられる。天武天皇2年（673年）には境内に隣接して神宮寺の無辺光院（現・慈眼院）が建立されている。
聖武天皇の御代、天平14年（742年）の大旱魃の際には500石を朝廷から賜っている。

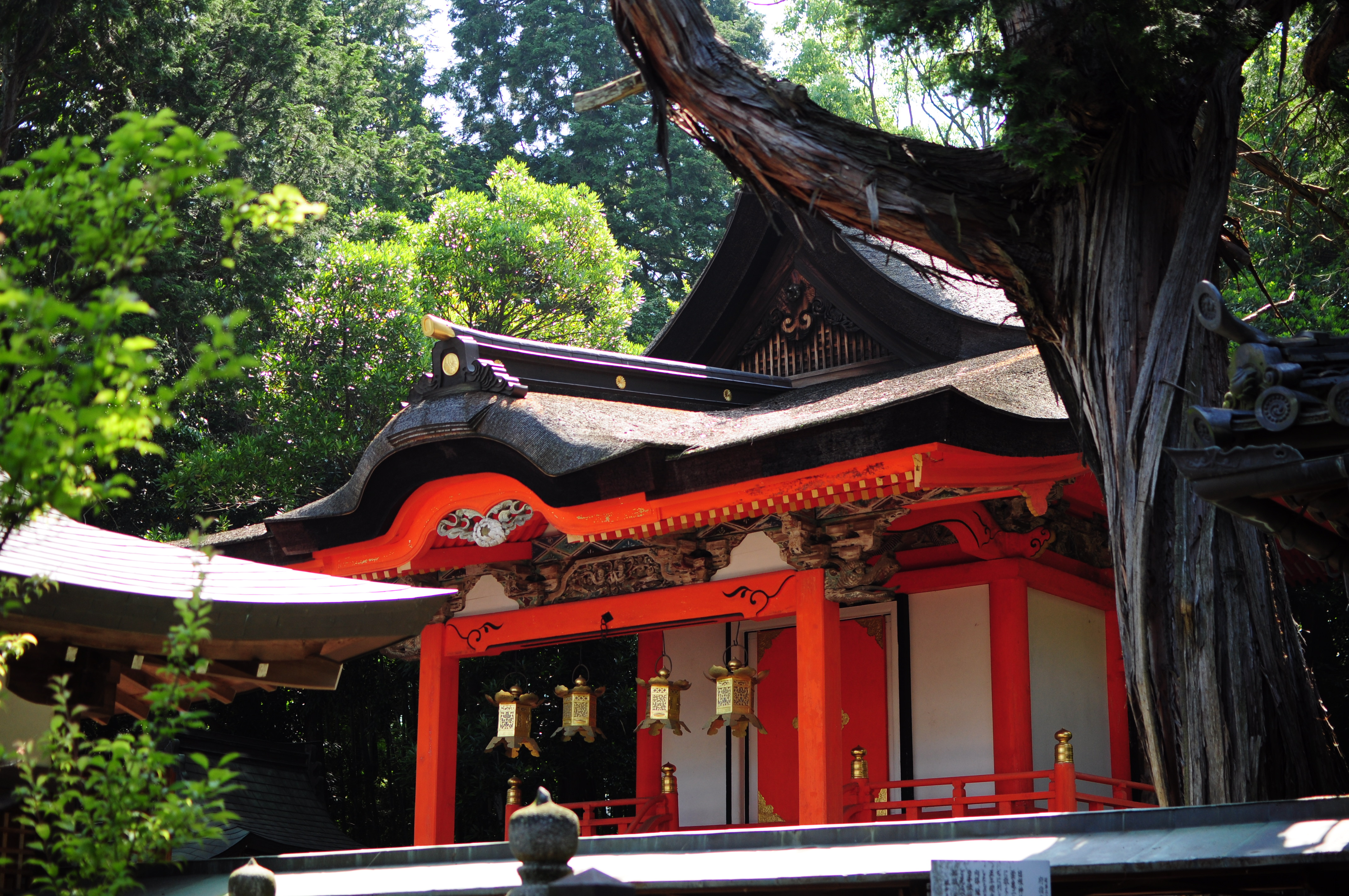
日根神社本殿（桃山時代、入母屋造）

天正年間（1573年 - 1593年）に兵火によって焼失し、天正13年（1585年）には羽柴秀吉により社領が没収されたが、慶長7年（1602年）には豊臣秀頼によって社殿が再建されている。
明治時代になると神仏分離により隣接している無辺光院と分離し、1873年（明治6年）には郷社定則により郷社に指定され、1924年（大正13年）には府社に昇格した。本殿は1972年（昭和47年）3月31日に府指定有形文化財（建第20号）に指定されている。大井関自然公園が隣接している。

## 祭神
- 主祭神 - 鸕鷀草葺不合尊、玉依姫尊、四王子（五瀬命・稲冰命・御毛沼命・若御毛沼命）、億斯富使主

## 境内

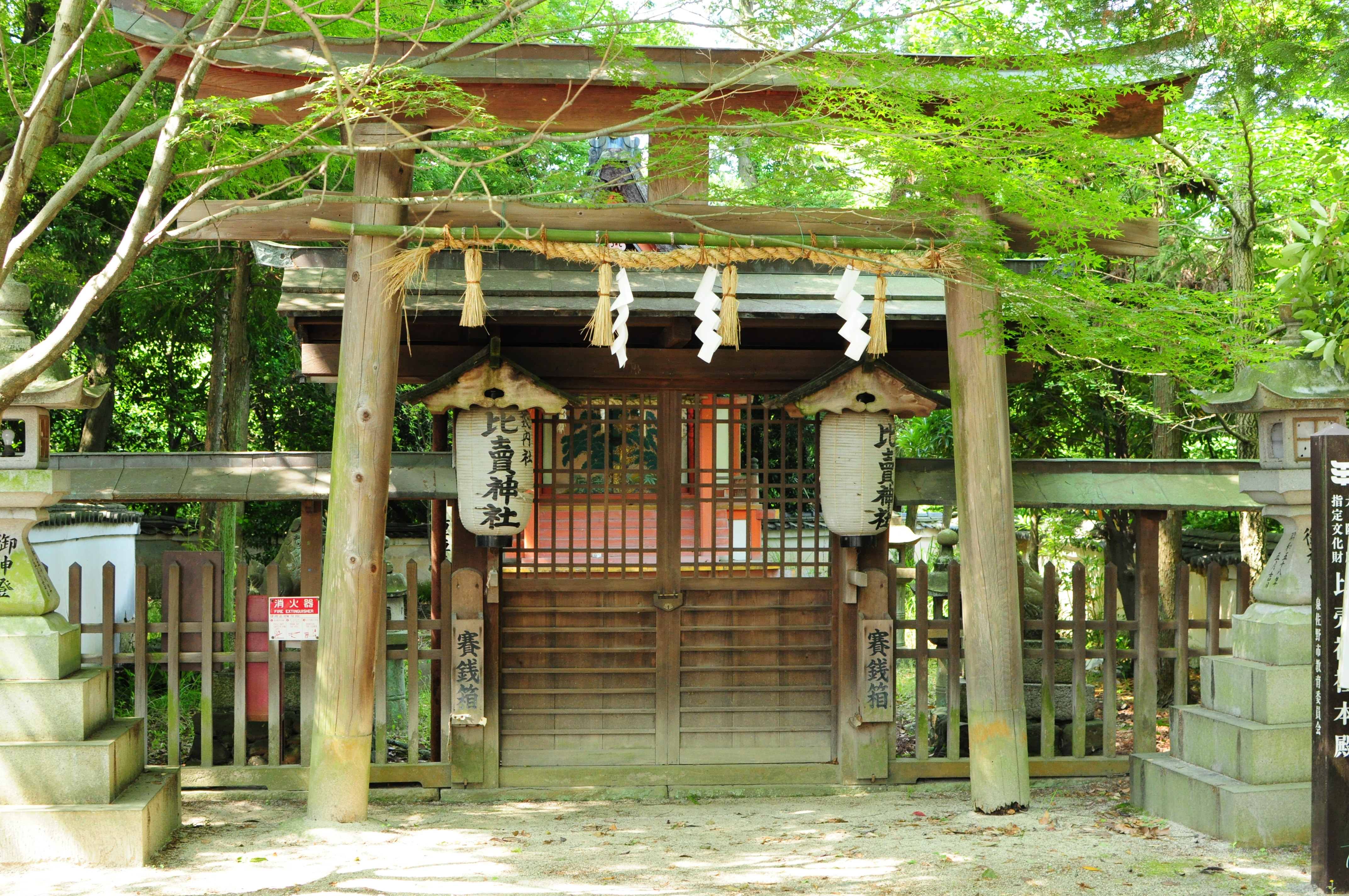
比賣神社

- 本殿（大阪府指定有形文化財） - 慶長7年（1602年）に豊臣秀頼によって再建。
- 拝殿 - 慶長7年（1602年）に豊臣秀頼によって再建。
- 神門
- 社務所 - もとは無辺光院（現・慈眼院）の塔頭・下之坊。
- 比賣神社（大阪府指定有形文化財） - 祭神：大日靈貴尊、素盞嗚命。式内社。清和天皇の貞観元年（859年）に官社に列格した。
- 丹生神社（野々宮） - 祭神：丹生都比売大神（稚日女尊）、丹生高野御子大神（狩場明神）。歓請は聖武天皇の天平30年とされる。本社は和歌山県伊都郡かつらぎ町上天野にある元官幣大社丹生都毘売神社（天野大社）。祭礼は10月10日に行われる。
- 恵毘須宮（丹生神社末社） - 祭神：事代主尊（恵毘須宮）。由緒は、不詳であるが、天保11年遷宮以降恵毘須宮を改称、明治41年現在地に丹生神社へ三神合祀される、とある。
- 岡前神社
- 御旅所

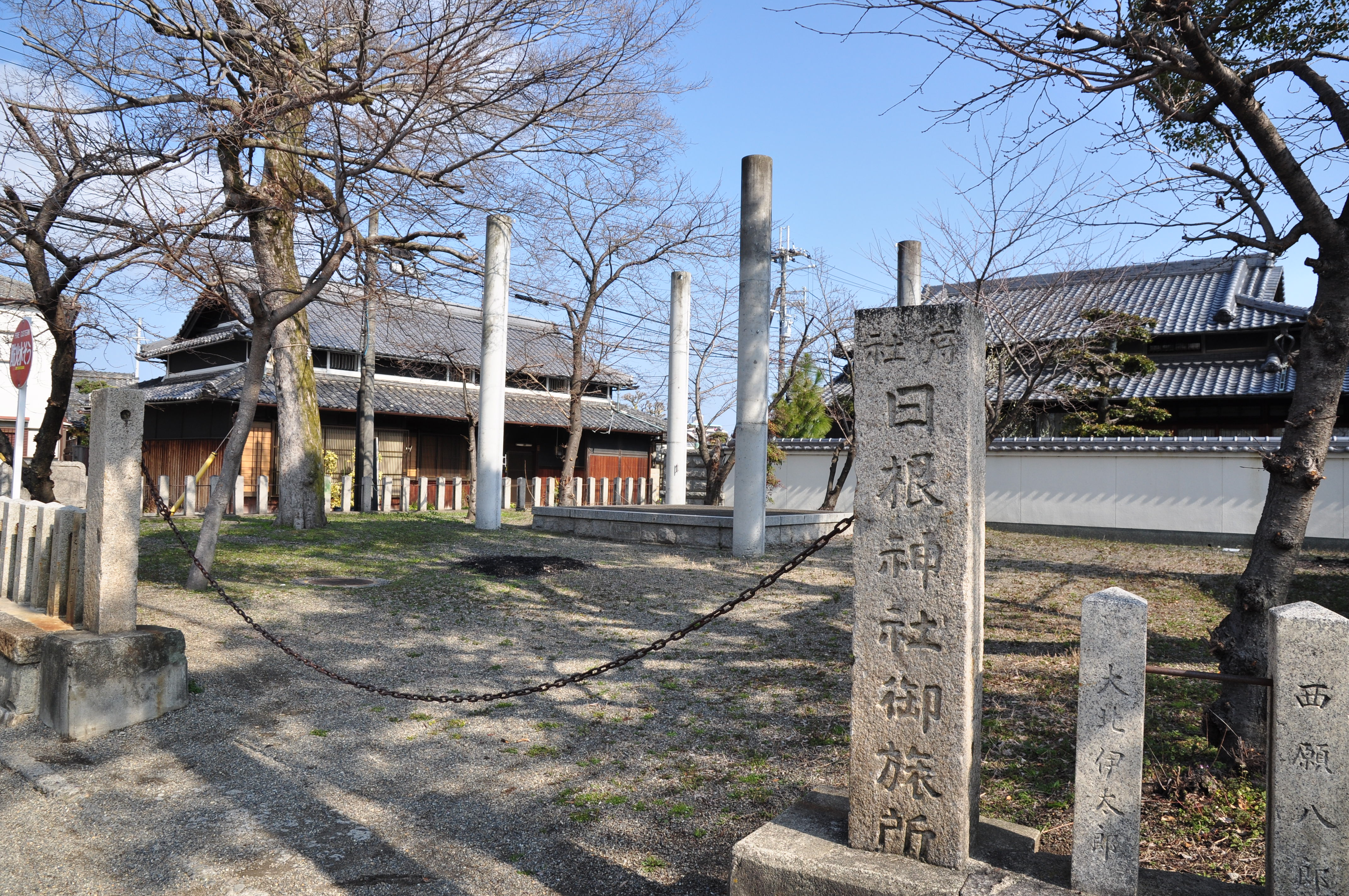
日根神社御旅所。北緯34度23分20秒 東経135度18分35秒 / 北緯34.3888度 東経135.3096度

## 祭礼
- まくら祭（5月5日）

## 文化財

### 国指定史跡
- 日根荘遺跡 - 当社もその内の一つに含まれている。

### 大阪府指定有形文化財
- 本殿
- 比賣神社社殿

### 大阪市指定無形民俗文化財
- 日根神社まくらまつり（日根神社まくらまつり保存会）